# جون مونرو
جون مونرو هو محامي وسياسي كندي، ولد في 16 مارس 1931 في هاميلتون في كندا، وتوفي بنفس المكان في 19 أغسطس 2003. حزبياً، نشط في الحزب الليبرالي الكندي. وقد انتخب عضو مجلس العموم الكندي.